# Ricardo Odnoposoff
Ricardo Odnoposoff, né à Buenos Aires le 24 février 1914 et mort à Vienne le 26 octobre 2004 , est un violoniste austro-américain d'origine argentine.

## Biographie
Fils de juifs russes qui avaient émigré en Argentine, Ricardo Odnoposoff passe dans ce pays une partie de son enfance. À l'âge de treize ans, il s'inscrit à l'Université des arts de Berlin, où il étudie le violon avec Carl Flesch et la composition avec Paul Hindemith. À peine âgé de dix-sept ans, il se produit comme soliste avec l'Orchestre philharmonique de Berlin, dirigé à l'époque par Erich Kleiber. Il obtient en 1932 le premier prix de violon du concours de Vienne avant de remporter, cinq ans plus tard, le deuxième prix du concours Ysaÿe, derrière David Oïstrakh.
En 1933, grâce à Clemens Krauss, il est engagé comme premier violon de l'orchestre de l'Opéra de Vienne et de l'Orchestre philharmonique de Vienne, prenant ainsi la suite d'Arnold Rosé. Parallèlement il enseigne au Conservatoire de Vienne, où il comptera parmi ses élèves Norbert Brainin.
Après l'Anschluss Ricardo Odnoposoff doit quitter l'Allemagne pour la Belgique, puis rentrer en Argentine. À partir de 1942, il effectue de nombreuses tournées aux États-Unis et se voit accorder en 1953 la nationalité américaine. Il retourne en Autriche en 1956 et enseigne au Conservatoire de Vienne, avant de devenir professeur à la Haute École d'art de Zurich, poste qu'il occupe de 1975 à 1984. Il fait régulièrement partie du jury de violon au Concours international Tchaïkovski.
Son répertoire, essentiellement romantique, allait de Niccolò Paganini  à Pablo de Sarasate et d'Édouard Lalo à Ernest Chausson.
Odnoposoff jouait sur le Ladenburg du luthier Guarnerius del Gesù, un violon datant de 1735.
Son frère est le violoncelliste Adolfo Odnoposoff (en) (1917-1992).